# Basquetebol nos Jogos da Lusofonia de 2009
O basquetebol nos Jogos da Lusofonia de 2009 foi disputado em duas sedes. O torneio masculino realizou-se no Complexo Municipal dos Desportos "Cidade de Almada" em Almada e o torneio feminino no Hockey Club de Sintra em Lisboa, Portugal, entre 11 e 19 de julho de 2009. Oito equipes integraram o torneio masculino e cinco disputaram as medalhas no torneio feminino.

## Calendário
| Basquetebol | Julho | Julho | Julho | Julho | Julho | Julho | Julho | Julho | Julho | Julho |
| Basquetebol | 10    | 11    | 12    | 13    | 14    | 15    | 16    | 17    | 18    | 19    |
| ----------- | ----- | ----- | ----- | ----- | ----- | ----- | ----- | ----- | ----- | ----- |
| Masculino   |       |       |       |       |       |       |       |       |       | 1     |
| Feminino    |       |       |       |       |       |       |       |       |       | 1[a]  |

|  | Dia de competição |  | Dia de final |

a. ^  O torneio feminino não teve uma final, mas a última rodada da fase única foi disputada no dia.

## Medalhistas
| Evento    | Ouro | Prata | Bronze |
| --------- | --- | --- | --- |
| Masculino | ANG Angola Olímpio Cipriano Armando Costa Carlos Morais Domingos Bonifácio Luís Costa Leonel Paulo Joaquim Gomes Adolfo Quimbamba Felizardo Ambrósio Carlos Almeida Felipe Abraão Eduardo Mingas | CPV Cabo Verde Jeffer Xavier Peter Cipriano Ivan Almeida Braina Queta Mário Correia Denis Pina Marques Houtman Tony Barros Mário Jorge John Hegarty Abdulai Faty Rodrigo Mascarenhas   | POR Portugal Manuel Sicó José Costa Fernando Sousa Diogo Carreira David Gomes Filipe Silva Carlos Andrade Jorge Coelho Rui Mota Elvis Évora Miguel Miranda João Santos                                           |
| Feminino  | POR Portugal Ana Oliveira Carla Nascimento Sónia Reis Sofia Ramalho Tamara Milovac Joana Araujo Bertilde Muxiri Sara Filipe Célia Simões Carla Freitas Nádia Tavares Débora Escórcio             | BRA Brasil Tainá Paixão Débora Costa Amanda Lázaro Patrícia Ribeiro Joseane Bazílio Tatiane Nascimento Leila Zabani Leidilânia Ferreira Fabiana Sousa Cristiane Lima Mônica Nascimento | ANG Angola Catarina Camufal Ngiendula Filipe Domitila Ventura Antonieta Gabriel Isabel Francisco Sónia Guadalupe Irene Guerreiro Luisa Tomás Astride Vicente Nacissela Maurício Nadir Manuel Jaqueline Francisco |

## Torneio masculino
O torneio masculino foi disputado por oito equipes. Guiné-Bissau, Macau, Moçambique e São Tomé e Príncipe disputaram a fase preliminar, onde se cruzaram em jogo único com os vencedores se classificando para a fase seguinte. Angola, Brasil, Cabo Verde e Portugal entraram direto nessa fase.

### Fase preliminar
| 11 de julho de 2009 | Guiné-Bissau | 68 – 62   | Moçambique | Complexo Municipal dos Desportos "Cidade de Almada" |
| 10:00               |              | Relatório |            |                                                     |

| 11 de julho de 2009 | Macau | 107 – 77  | São Tomé e Príncipe | Complexo Municipal dos Desportos "Cidade de Almada" |
| 12:15               |       | Relatório |                     |                                                     |

### Primeira fase

#### Grupo 1
| Pos | Equipa       | Pts | J | V | D | PM  | PS  | SP   |
| --- | ------------ | --- | - | - | - | --- | --- | ---- |
| 1   | POR Portugal | 4   | 2 | 2 | 0 | 195 | 114 | +81  |
| 2   | ANG Angola   | 3   | 2 | 1 | 1 | 218 | 115 | +103 |
| 3   | MAC Macau    | 2   | 2 | 0 | 2 | 76  | 260 | -184 |

| 14 de julho de 2009 | Portugal | 81 – 72   | Angola | Complexo Municipal dos Desportos "Cidade de Almada" |
| 19:00               |          | Relatório |        |                                                     |

| 15 de julho de 2009 | Angola | 146 – 34  | Macau | Complexo Municipal dos Desportos "Cidade de Almada" |
| 21:15               |        | Relatório |       |                                                     |

| 16 de julho de 2009 | Portugal | 114 – 42  | Macau | Complexo Municipal dos Desportos "Cidade de Almada" |
| 19:00               |          | Relatório |       |                                                     |

#### Grupo 2
| Pos | Equipa           | Pts | J | V | D | PM  | PS  | SP  |
| --- | ---------------- | --- | - | - | - | --- | --- | --- |
| 1   | BRA Brasil       | 4   | 2 | 2 | 0 | 195 | 118 | +77 |
| 2   | CPV Cabo Verde   | 3   | 2 | 1 | 1 | 159 | 164 | -5  |
| 3   | GBS Guiné-Bissau | 2   | 2 | 0 | 2 | 120 | 192 | -72 |

| 14 de julho de 2009 | Brasil | 90 – 72   | Cabo Verde | Complexo Municipal dos Desportos "Cidade de Almada" |
| 21:15               |        | Relatório |            |                                                     |

| 15 de julho de 2009 | Cabo Verde | 87 – 74   | Guiné-Bissau | Complexo Municipal dos Desportos "Cidade de Almada" |
| 19:00               |            | Relatório |              |                                                     |

| 16 de julho de 2009 | Brasil | 105 – 46  | Guiné-Bissau | Complexo Municipal dos Desportos "Cidade de Almada" |
| 21:15               |        | Relatório |              |                                                     |

### Apuramento do 7º e 8º lugar
| 17 de julho de 2009 | Moçambique | 100 – 52  | São Tomé e Príncipe | Complexo Municipal dos Desportos "Cidade de Almada" |
| 10:00               |            | Relatório |                     |                                                     |

### Apuramento do 5º e 6º lugar
| 17 de julho de 2009 | Guiné-Bissau | 103 – 57  | Macau | Complexo Municipal dos Desportos "Cidade de Almada" |
| 12:15               |              | Relatório |       |                                                     |

### Meias-finais
| 18 de julho de 2009 | Cabo Verde | 67 – 66   | Portugal | Complexo Municipal dos Desportos "Cidade de Almada" |
| 11:00               |            | Relatório |          |                                                     |

| 18 de julho de 2009 | Brasil | 71 – 80   | Angola | Complexo Municipal dos Desportos "Cidade de Almada" |
| 14:15               |        | Relatório |        |                                                     |

### Apuramento do 3º e 4º lugar
| 19 de julho de 2009 | Portugal | 95 – 71   | Brasil | Complexo Municipal dos Desportos "Cidade de Almada" |
| 14:45               |          | Relatório |        |                                                     |

### Final
| 19 de julho de 2009 | Cabo Verde | 64 – 106  | Angola | Complexo Municipal dos Desportos "Cidade de Almada" |
| 17:00               |            | Relatório |        |                                                     |

### Classificação final
| Pos.   | Equipe                  |
| ------ | ----------------------- |
| Ouro   | ANG Angola              |
| Prata  | CPV Cabo Verde          |
| Bronze | POR Portugal            |
| 4      | BRA Brasil              |
| 5      | GBS Guiné-Bissau        |
| 6      | MAC Macau               |
| 7      | MOZ Moçambique          |
| 8      | STP São Tomé e Príncipe |

## Torneio feminino
O torneio de feminino será disputado pelas equipes de Angola, Brasil, Cabo Verde, Moçambique e Portugal, que se enfrentam em grupo único no sistema de todos contra todos. As três equipes com o maior número de pontos ao final de quatro partidas conquistam as medalhas de ouro, prata e bronze, respectivamente.
| Pos. | Equipe         | Pts | J | V | D | PF  | PS  | SP   |
| ---- | -------------- | --- | - | - | - | --- | --- | ---- |
| 1    | POR Portugal   | 8   | 4 | 4 | 0 | 251 | 204 | +47  |
| 2    | BRA Brasil     | 7   | 4 | 3 | 1 | 241 | 186 | +55  |
| 3    | ANG Angola     | 6   | 4 | 2 | 2 | 244 | 200 | +44  |
| 4    | MOZ Moçambique | 5   | 4 | 1 | 3 | 256 | 246 | +10  |
| 5    | CPV Cabo Verde | 4   | 4 | 0 | 4 | 137 | 287 | -150 |

| 12 de julho de 2009 | Angola | 53 – 60   | Portugal | Hockey Club de Sintra |
| 14:00               |        | Relatório |          |                       |

| 12 de julho de 2009 | Brasil | 74 – 21   | Cabo Verde | Hockey Club de Sintra |
| 16:15               |        | Relatório |            |                       |

| 14 de julho de 2009 | Angola | 71 – 22   | Cabo Verde | Hockey Club de Sintra |
| 11:00               |        | Relatório |            |                       |

| 14 de julho de 2009 | Portugal | 71 – 62   | Moçambique | Hockey Club de Sintra |
| 14:00               |          | Relatório |            |                       |

| 15 de julho de 2009 | Brasil | 58 – 53   | Moçambique | Hockey Club de Sintra |
| 11:00               |        | Relatório |            |                       |

| 15 de julho de 2009 | Cabo Verde | 42 – 63   | Portugal | Hockey Club de Sintra |
| 14:00               |            | Relatório |          |                       |

| 18 de julho de 2009 | Cabo Verde | 52 – 79   | Moçambique | Hockey Club de Sintra |
| 16:00               |            | Relatório |            |                       |

| 18 de julho de 2009 | Angola | 55 – 56   | Brasil | Hockey Club de Sintra |
| 18:15               |        | Relatório |        |                       |

| 19 de julho de 2009 | Brasil | 47 – 57   | Portugal | Hockey Club de Sintra |
| 10:00               |        | Relatório |          |                       |

| 19 de julho de 2009 | Angola | 65 – 62   | Moçambique | Hockey Club de Sintra |
| 12:15               |        | Relatório |            |                       |

## Quadro de medalhas
| Ordem | País           | Medalha de ouro | Medalha de prata | Medalha de bronze | Total |
| ----- | -------------- | --------------- | ---------------- | ----------------- | ----- |
| 1     | ANG Angola     | 1               | 0                | 1                 | 2     |
|       | POR Portugal   | 1               | 0                | 1                 | 2     |
| 3     | BRA Brasil     | 0               | 1                | 0                 | 1     |
|       | CPV Cabo Verde | 0               | 1                | 0                 | 1     |
| Total | Total          | 2               | 2                | 2                 | 6     |